# كارلو روتا
كارلو روتا (بالإيطالية: Carlo Rota)‏ هو ممثل إيطالي وكندي، ولد في 17 أبريل 1961 بلندن في المملكة المتحدة.

## أعمال

### أفلام
- (2008)  الخلاص
- (2008) سو 5
- (2014) قرميد القصور[4][5]

### مسلسلات
- 24
- اختلال ضال
- جين العذراء
- عملاء شيلد
- كاسل
- مسجد صغير على المرج
- هاواي فايف أو

## وصلات خارجية
- كارلو روتا على موقع IMDb (الإنجليزية)
- كارلو روتا على موقع ألو سيني (الفرنسية)
- كارلو روتا على موقع أول موفي (الإنجليزية)
- كارلو روتا على موقع قاعدة بيانات الأفلام السويدية (السويدية)
- كارلو روتا على موقع إن إن دي بي (الإنجليزية)
- كارلو روتا على موقع قاعدة بيانات الفيلم (الإنجليزية)
- كارلو روتا على موقع كينوبويسك (الروسية)